# Montoro (Itália)
Montoro é uma comuna italiana da região da Campania, província de Avellino, com cerca de 19.456 habitantes. Estende-se por uma área de 40 km², tendo uma densidade populacional de 490 hab/km². Faz fronteira com Bracigliano (SA), Calvanico (SA), Contrada, Fisciano (SA), Forino, Mercato San Severino (SA), Solofra.

## História
Em 26 e 27 de Maio de 2013, é desenvolvido o referendo consultivo sobre a fusão de Montoro Inferiore é Montoro Superiore (já em 2009, tinha havido uma consulta sobre a fusão), terminando com 77,41% dos eleitores favorável a fusão. Com a Lei Regional n° 16 de 11 Novembre 2013 a comuna de Montoro é instituído, formalmente criada em 03 de dezembro de 2013.

## Demografia
| Variação demográfica do município entre 1861 e 2011                               |
|                                                                                   |
| Fonte: Istituto Nazionale di Statistica (ISTAT) - Elaboração gráfica da Wikipedia |